# 송상기
송상기(宋相琦, 1657년 ~ 1723년)는 조선의 문신이다. 본관은 은진. 자는 옥여, 호는 옥오재이다.

## 생애
송시열의 문인이다. 숙종 때인 1686년, 문과에 급제하여 홍문관저작이 되고 홍문관박사, 검열을 거쳐 수찬, 부수찬, 부교리 등을 두루 했다. 하지만 기사환국으로 유배를 갔다가 1694년, 갑술환국 이후 복권되어 장령이 되고 곧 부교리로 승진한다. 이후 사간, 부수찬, 부교리를 거쳐 겸필선과 응교, 시강관 등을 두루 했다. 이후 다시 교리를 하다가 1696년에 충주목사로 외직에 나갔다. 이후 교리로 내직에 복귀해 보덕, 부교리를 하며 서장관으로 청나라에 다녀왔다. 연이어 사인을 거쳐 1697년에 당상관에 올라서 승지가 된다. 1698년에 한산군수로 외직에 나갔다가 다시 대사성으로 내직으로 복귀한 뒤 승지, 이조참의를 거쳐 충청도관찰사로 민정을 다스렸다. 이후 대사성과 대사간을 하다가 1701년에 승지가 되는데 장희빈의 사사를 주청했다. 이후 대사간을 하다가 1704년에 우부승지로 승차한다. 이후 부제학과 대사간을 거쳐 이조참의로 다시 임명되었다가 숙종의 총애를 받아서 바로 대제학으로 승차하고 이후 대사헌도 겸한다. 이후 공조참판을 하다가 도승지, 대사헌, 한성부판윤을 거쳐 이조판서가 되고 곧 예조판서가 된다. 이후 예문관제학을 거쳐 바로 이조판서와 대제학을 했으며 곧 이조판서, 형조판서를 거쳐 우참찬까지 임명된다. 그 뒤 지중추부사로 물러났다가 다시 대제학을 거쳐 이조판서가 되었다. 계속해서 대제학과 대사헌을 거쳐서 예조판서, 이조판서, 공조판서 등 정경의 반열을 두루 거치다가 경신처분 이후 다시 대제학이 되었으며 이후 김창집, 이이명, 이건명, 조태채, 이유, 이여, 서종태 등 노론 정승의 측근이 된다. 연이어 민진후, 민진원, 이만성 등과 노론의 핵심 인물이 된다. 그리고 이조판서, 예조판서, 대제학을 거쳐 판의금부사로 임명되고 곧 다시 대제학을 겸한다. 이후 다시 이조판서, 예조판서를 거쳐서 대제학, 판의금부사를 하다가 다시 예조판서를 한다. 그리고 곧 다시 대제학과 판의금부사를 거쳐 호조판서가 된다. 계속해 다시 대제학을 한 뒤 이조판서, 판의금부사 등을 하며 노론의 실권을 장악했고 판돈녕부사로 물러났다가 1719년에 이조판서, 공조판서, 판의금부사, 호조판서를 하며 노론 계열의 핵심인물로 성장했다. 이후 예문관제학과 호조판서를 하다가 경종 즉위 후 동지정사로 중국에 다녀오고 이조판서로 지경연사를 겸했다. 이후 예조판서로 좌빈객을 겸했고 곧 판돈녕부사로 물러나지만 병조판서가 되었다. 하지만 신임사화로 인해 실각되고 유배되었다가 1723년, 배소에서 사망한다. 영조 즉위 후 복권되었다.

## 평가
학문이 뛰어나며 글씨를 잘 썼다. 송시열의 문인으로 권상하, 김창집, 이이명, 이건명, 조태채와 많이 교유했다.